# Autobusverkehr in Bern
Der Autobusverkehr in Bern wird zum Grossteil vom örtlichen Verkehrsunternehmen Städtische Verkehrsbetriebe Bern (SVB) durchgeführt, welches seit 2000 meist unter der Marketingbezeichnung Bernmobil auftritt. Der 1924 aufgenommene Autobusverkehr in der Schweizer Bundesstadt Bern ergänzt die 1890 eröffnete Strassenbahn Bern und den seit 1940 bestehenden Trolleybus Bern. Wie die übrigen Verkehrsmittel der Region sind auch die Berner Autobuslinien in den Libero-Tarifverbund integriert.

## Linien

### Bernmobil

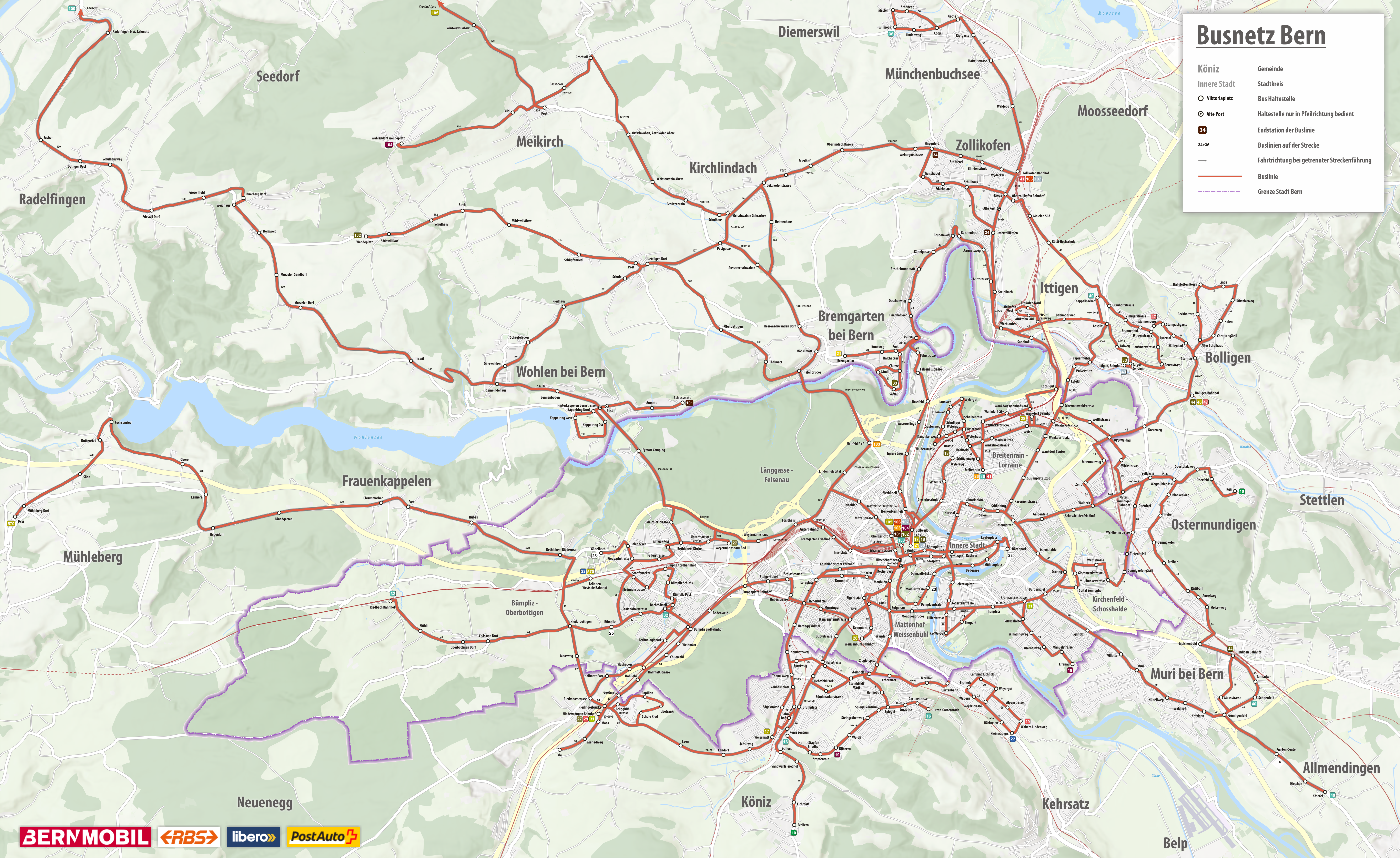
Autobusnetz ab 10. Dezember 2023

| Linie | Strecke                                                               |
| ----- | --------------------------------------------------------------------- |
| 010   | Köniz Schliern – Bern Bahnhof – Ostermundigen Rüti                    |
| 016   | Köniz Zentrum – Gurten-Gartenstadt                                    |
| 017   | Köniz Weiermatt – Bern Bahnhof                                        |
| 019   | Blinzern – Bern Bahnhof – Elfenau                                     |
| 021   | Bern Bahnhof – Bremgarten                                             |
| 026   | Breitenrain – Wylergut                                                |
| 027   | Weyermannshaus – Niederwangen Bahnhof/Erle (Tangentiallinie)          |
| 028   | Eigerplatz – Wankdorf Bahnhof (Tangentiallinie)                       |
| 029   | Niederwangen Bahnhof – Wabern Lindenweg                               |
| 030   | Bern Bahnhof – Marzilistrasse – Bern Bahnhof (Rundlinie ab 20:30 Uhr) |
| 160   | Konolfingen Dorf – Bern Flughafen (Tangento)                          |
| 331   | Belp Bahnhof – Belp Riedli (BusBelp)                                  |
| 332   | Belp Bahnhof – Belp Eissel (BusBelp)                                  |
| 333   | Belp Bahnhof – Belp Hühnerhubel (BusBelp)                             |
| 334   | Bern Bahnhof – Bern Flughafen (AirportBus Bern)                       |

### Postauto
| Linie | Strecke                                         |
| ----- | ----------------------------------------------- |
| 100   | Bern Bahnhof – Aarberg                          |
| 101   | Bern Bahnhof – Schlossmatt                      |
| 102   | Bern Bahnhof – Säriswil                         |
| 103   | Bern Bahnhof – Neufeld                          |
| 104   | Bern Bahnhof – Wahlendorf                       |
| 105   | Bern Bahnhof – Lyss                             |
| 106   | Bern Bahnhof – Zollikofen (vià Herrenschwanden) |
| 107   | Bern Bahnhof – Zollikofen (vià Hinterkappelen)  |

## Geschichte

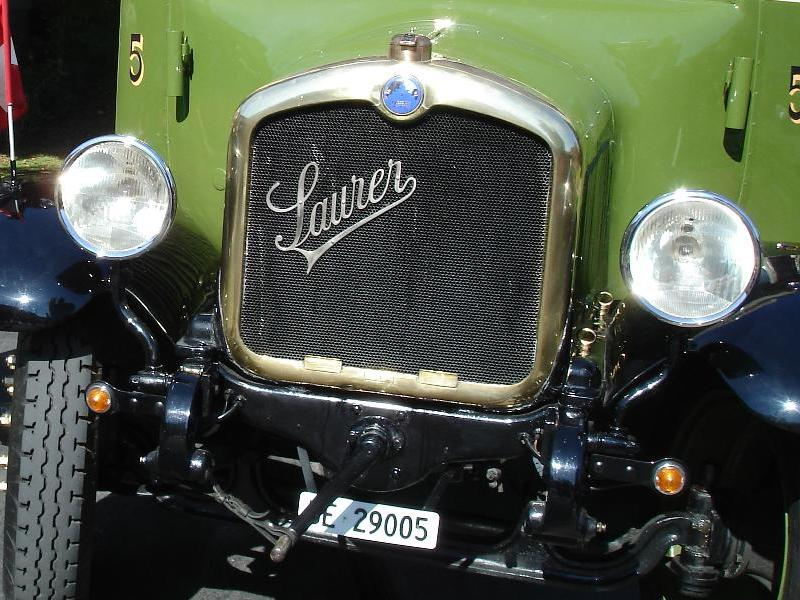
Autobus 5 von 1924

Die erste von der Stadt Bern aus verkehrende Motoromnibuslinie nahm am 1. Juni 1906 den Betrieb auf. Sie verkehrte von Bern nach Detligen. Am 1. Oktober gleichen Jahres wurde die zweite Linie nach Papiermühle in der Gemeinde Ittigen eröffnet. Betreiber war die Schweizerische Post. Infolge des schlechten Betriebsergebnisses wurde die Linie nach Papiermühle 1909 wieder auf Kutschenbetrieb rückumgestellt. Bis die erste Stadtbuslinie des Landes eröffnet wurde, vergingen jedoch noch fast zwei Jahrzehnte.
Im Berner Gemeinderat war die Zunahme der Postautolinien im Land nicht unbemerkt geblieben. Nachdem die 1914 gegründete private Autobus-Gesellschaft Bern–Liebefeld–Köniz AG noch vor der Inbetriebnahme ihres Busses wieder aufgelöst worden war, unternahm nun die Stadt Bern mit der Gründung des Verkehrsunternehmens Stadt-Omnibus Bern (SOB) anno 1922 den erfolgreicheren Anlauf. Die Stimmbürger befürworteten im Dezember 1923 den Beschaffungskredit für sieben Autobusse und den Bau einer Garage. Bereits ein Jahr später, am 16. November 1924 konnte die erste Stadtbuslinie der Schweiz, Bümpliz (Bachmätteli) – Bahnhof – Ostermundigen (Wegmühlegässli) feierlich eingeweiht werden. Im Gegensatz zum Tram verkehrten die Omnibusse von Beginn an im Einmannbetrieb. Das Berner Omnibusnetz konnte in der Folge rasch erweitert werden. Bereits acht Monate später, am 21. Juni 1925 wurde die Linie in die Gurten-Gartenstadt eröffnet. Köniz, Berns grösste Agglomerationsgemeinde, erhielt am 5. September 1926 Anschluss an den städtischen Nahverkehr. Der Bestand war inzwischen auf zwölf Autobusse angewachsen.
Das Omnibusnetz wuchs im ersten Jahrzehnt seines Bestehens um weitere fünf Linien: 1930 wurden die Lorraine, der Wyler (Wyleregg) und die Jubiläumsstrasse (Tierpark Dählhölzli) erschlossen, zwei Jahre später die Elfenau. 1934 wurde die Schosshalde-Ringlinie eröffnet. Ab 1933 waren alle Linien vom Bahnhof ausgehende Radiallinien. Die Bezeichnung der Linien bestand aus dem Anfangsbuchstaben der Endstation. Die Ausnahmen bildeten die Linien T (Das J wurde bereits kurz nach der Eröffnung durch das T für «Tierpark» ersetzt) und die Schosshalden-Ringlinie S. Der Omnibuswagenpark war bis 1934 auf 44 Fahrzeuge angewachsen. Die Linie FB nach Felsenau und Bremgarten (1935) sollte für lange Zeit die letzte Neueröffnung sein.
Am 27. Mai 1939 stellte der SOB einen neuen Fahrzeugtyp vor: einen «Grossraumwagen» mit Heckmotor. Man wollte mit diesem Wagen Erfahrungen sammeln und nach und nach die verbliebenen Fronthauber der ersten Serie ersetzen. Doch die weltpolitischen Ereignisse dieser Zeit liessen dieses Vorhaben nicht zu. Der Ausbruch des Zweiten Weltkriegs erzwang auch im Stadtberner Busbetrieb Einschränkungen. Bereits als die Allgemeine Kriegsmobilmachung befohlen wurde, kam es zu Personalengpässen, bald darauf machte sich ausserdem Materialmangel bemerkbar. Mit zunehmender Kriegsdauer und Intensität wurden besonders Benzin, Diesel und Pneus rar. So wurden bereits am 6. Dezember 1939 Änderungen in der Führung der Linien nach Ostermundigen, in den Tierpark und in die Elfenau eingeführt. Die erstgenannte wurde zwecks Umfahrung des steilen Aargauerstaldens über die Kornhausbrücke und durch die Laubeggstrasse umgeleitet. So verkehrt sie heute noch. Die beiden anderen wurden vorübergehend zusammengelegt. Drei Tage später nahm der SOB den zweiten Heckmotor-Bus in Betrieb. Sein Antrieb war diesel-elektrisch statt diesel-hydraulisch. Die Betriebslänge des Omnibusnetzes betrug Ende 1939 32,1 Kilometer.

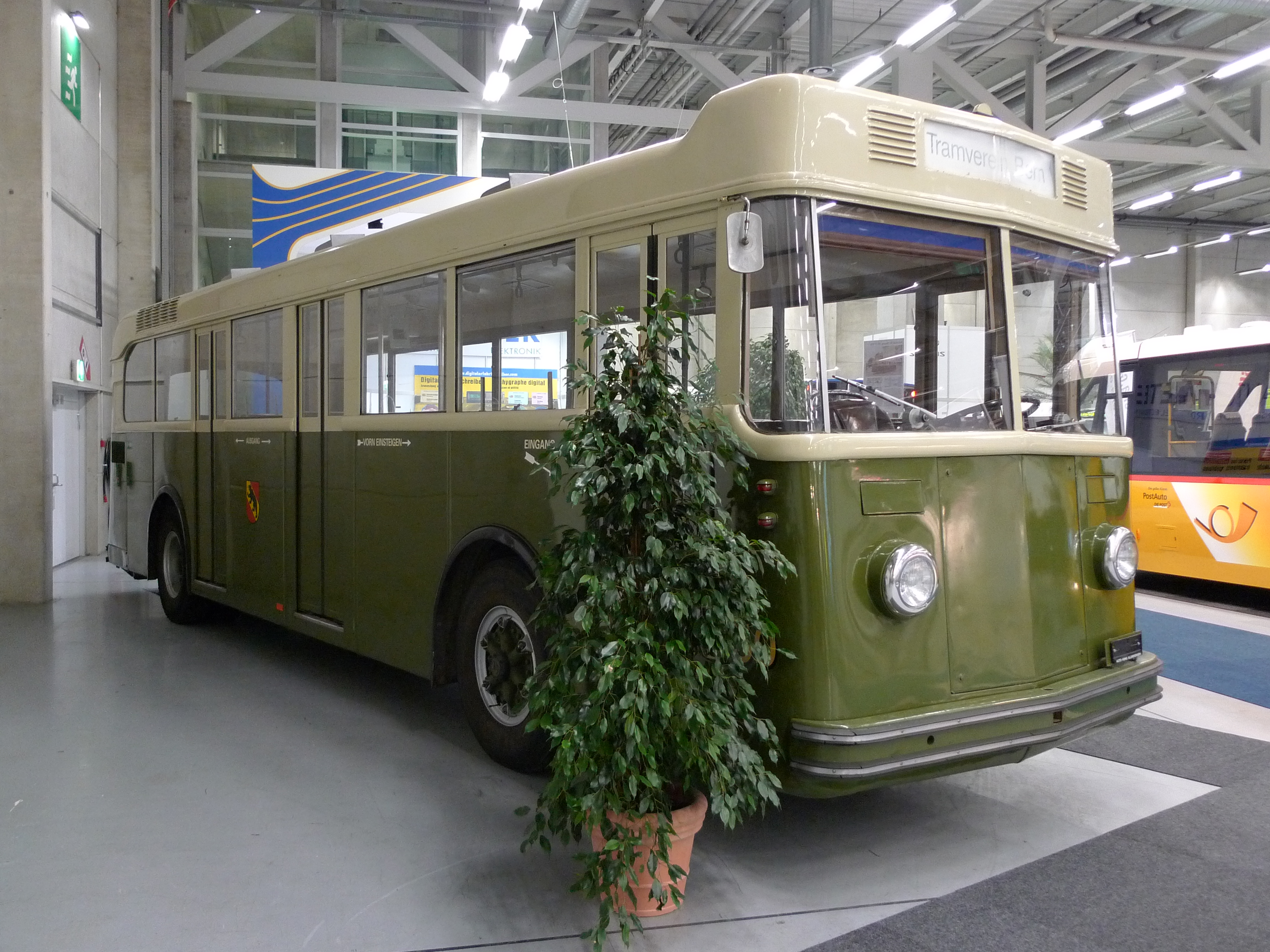
Ein 1940 beschaffter Heckmotor-Autobus von Saurer

1940 wurden die meisten Buslinien soweit verkürzt, dass sie nur noch als Zubringerlinien zum Tram verkehrten. Die Linie in die Lorraine wurde eingestellt. 14 Autobusse wurden auf Holzgasbetrieb nach System Imbert umgebaut, 20 Wagen stillgelegt. Im September 1940 requirierte das Armeekommando für Truppentransporte von den SOB kurzzeitig 40 Busse. Um die noch verkehrenden Fahrzeuge etwas entlasten zu können, beschaffte der SOB 1940/41 acht Heckmotor-Busse.
Nachdem die SOB bereits während des Zweiten Weltkriegs eng mit der Städtischen Strassenbahn Bern (SSB) zusammenarbeitete (die auch für den Trolleybus zuständig war), fusionierten sie am 1. September 1947 zu den Städtischen Verkehrsbetrieben Bern. Gleichzeitig führten sie eine Tarifgemeinschaft ein. Damit wurde einer Petition aus der Bevölkerung entsprochen, die vier Jahre zuvor im Gemeinderat behandelt worden war.
Der Omnibusfuhrpark wurde von 1947 bis 1950 um weitere 32 Heckmotor-Busse vergrössert. Die beginnende Hochkonjunktur brachte Ende der 1940er-Jahre eine Zunahme des motorisierten Individualverkehrs. Gleichzeitig nahmen die Beförderungszahlen stetig ab. Am 9. Mai 1948 erfolgte die Rückumstellung der Trolleybuslinie nach Bümpliz auf Autobus.
Seit 1952 verkehren die Kurse der Bümplizer Linie durch die Effingerstrasse und nicht mehr durch die Laupen- und die Effingerstrasse. Diese Neuführung erfolgte im Hinblick auf den Bau eines Bettenhochhauses für das Inselspital.
Trotz der 1956 in Betrieb genommenen 15 letzten Heckmotor-Busse mussten die SVB von Ausserdienststellungen der Fronthauberbusse absehen. Der seit Kriegsende dauernde Rollmaterialmangel hielt an. Dies bedeutete, dass für die Wintersaison Fahrzeuge angemietet werden mussten. In dieser Zeit testeten die SVB oft Fahrzeuge. Auch Fahrzeuge aus Deutschland waren keine Seltenheit, darunter beispielsweise ein Aachener Büssing-Anderthalbdecker. Erst ein FBW-Autobus der Verkehrsbetriebe Luzern mit Unterflurmotor überzeugte und führte zur Beschaffung von insgesamt 60 Fahrzeugen, welche zwischen 1958 und 1965 in zwei Serien in Betrieb genommen wurden.
Als direkte Folge des Neubaus der Schanzenbrücke wurde die Tramstrecke Länggasse – Hauptbahnhof auf Autobus umgestellt. 1961 wurde die Autobuslinie Bahnhof – Länggasse auf Trolleybus umgestellt.

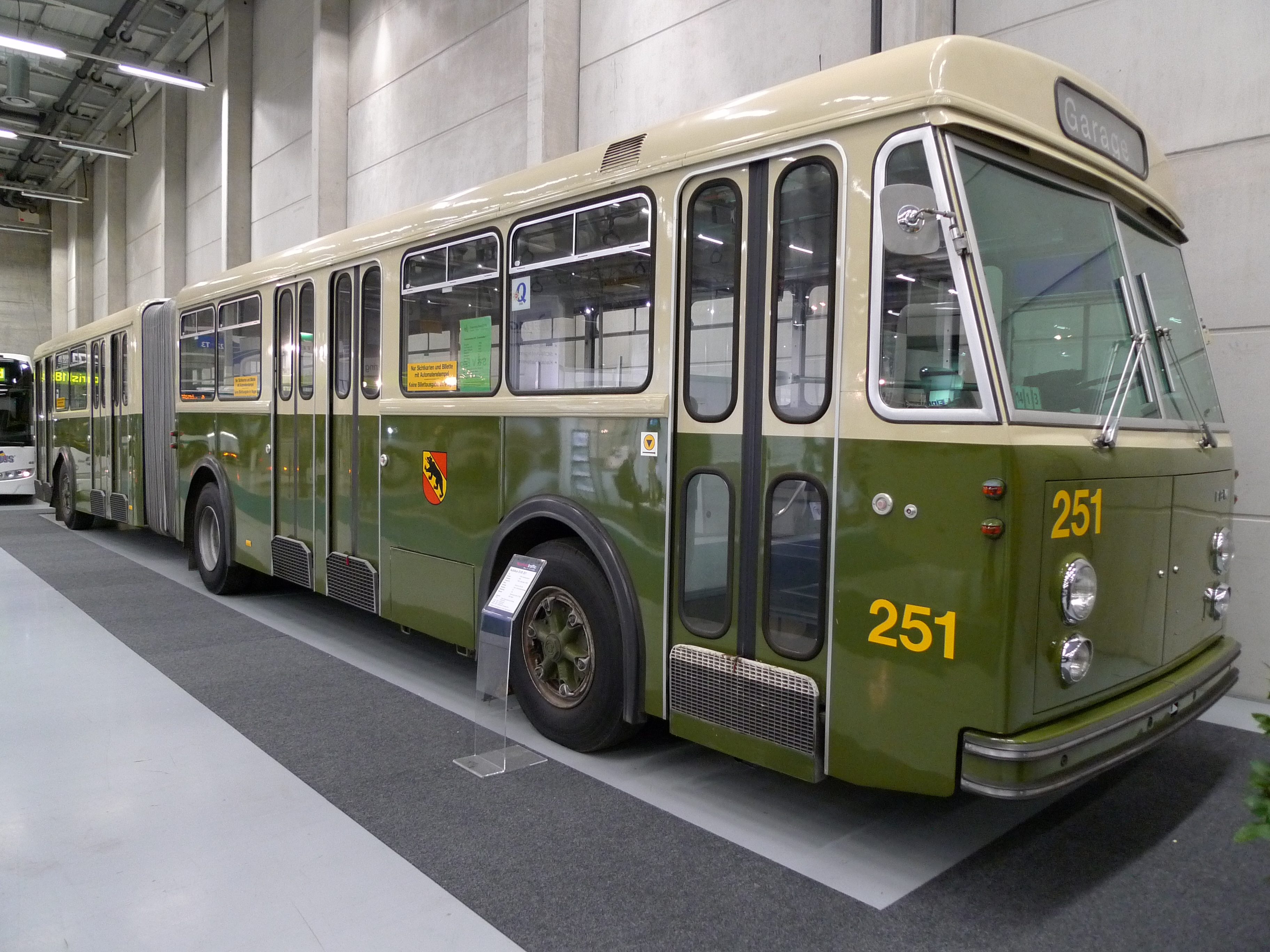
Der erste Berner Gelenkautobus, Baujahr 1965

1964 stimmten die Stadtberner Stimmbürger für ein generelles Rauchverbot in Bus und Tram. Somit konnten Regelungen, wie diejenige, die besagte, dass nur auf den Stehplätzen geraucht werden durfte, ausser Kraft gesetzt werden. Bedingt durch die schnell wachsenden grossen Agglomerationsgemeinden wie Ostermundigen, sahen sich die SVB vor der Entscheidung, entweder den Fahrplan zu verdichten oder grössere Fahrzeuge zu beschaffen. Bestärkt durch die ersten Erfahrungen mit den eigenen Gelenktrolleybussen und den Erfahrungen, die die Verkehrsbetriebe Zürich mit ihren ersten Gelenkbussen gemacht hatten, liessen die SVB bei FBW einen Gelenkbus-Prototyp anfertigen. Ab Anfang 1965 konnte der Wagen im Liniendienst eingesetzt werden. Dies war nicht nur der erste Gelenkautobus in Bern, sondern der erste Gelenkautobus, den FBW herstellte. 1967/1968 erfolgte die Inbetriebnahme der 19 Serienfahrzeuge.
Am 11. Oktober 1965 erfolgte die Umstellung der Tramlinie 1 auf Autobus. 1968 wurde die Ostermundiger Linie von der bisherigen, seit 1924 benutzten, Endstelle um einen halben Kilometer auf das Hochplateau Oberfeld verlängert. Bereits vier Jahre später erfolgte die erneute Verlängerung bis zur provisorischen Endstelle unterhalb des Neubauquartiers Rüti.
Am 21./22. März 1971 verwarf das Stimmvolk die Kreditvorlage zur Beschaffung von 20 weiteren Gelenkautobussen. Gleichzeitig bewilligte es den Beschaffungskredit für 16 Doppelgelenktramzüge. Ein Jahr später bejahten die Stimmbürger die Elektrifizierung von drei weiteren Autobuslinien.
Im Sommerhalbjahr 1974 beendeten die SVB die gemischte Buchstaben- und Nummernkennzeichnung ihrer Strecken und führten, 27 Jahre nach der Vereinigung, einheitliche Liniennummern für die Buslinien ein:
- Linie B wurde Linie 13
- Linie Be wurde Linie 14
- Linie O wurde Linie 15
- Linie G wurde Linie 16
- Linie K wurde Linie 17
- Linie T wurde Linie 18
- Linie E wurde Linie 19
- Linie W wurde Linie 20
- Linie FB wurde Linie 21

In den Jahren 1974 bis 1977 wurden die Linien 11, 13, 14 und 20 sukzessive auf Trolleybus umgestellt. Die Heckbusse verschwanden nach und nach aus dem Stadtbild. Ihre letzte Domäne war bis 1980 die Linie 21. Gleichzeitig wurden 13 Gelenkbusse und ein Zweiachser in Betrieb genommen. Diese waren als Besonderheit nicht im üblichen SVB-Grün lackiert, sondern orange mit einem weissen Balken unterhalb der Fensterkante. Im Rahmen des Verbands Schweizerischer Transportunternehmen (VST) nahmen sie an einem zehn Jahre andauernden Farbversuch betreffend der Unfallhäufigkeit im Zusammenhang mit der Lackierung teil.
Ab dem Winterfahrplan 1978/1979 wurden die Linien 15 und 17 sowie 18 und 19 abends zusammengelegt. Am 27. Oktober 1980 wurde die Linie 21 verlängert.
Am 26. Oktober 1982 nahm die Linie 22 ihren Betrieb auf. Es handelte sich um die erste Berner Buslinie überhaupt, die nicht am Bahnhof endete. Sie verband das Ostermundiger Südquartier Tiefenmösli mit der Linie 15 (Haltestelle Zollgasse). Bereits damals wurden die ersten Stimmen laut, diese Linie müsse unbedingt bis zum Burgernziel verlängert werden, damit sie effizient betrieben werden könne. Für den Betrieb dieser Linie wurde ein Standard-Bus des Typs Mercedes-Benz O 305 angeschafft.
Ein Jahr später, am 31. Oktober 1983 erhielt das Könizer Quartier Blinzern mit der Zweiglinie 23 nach Spiegel (Linie 16) Anschluss an das Busnetz. Die Busse verkehrten jedoch weiter zum Bahnhof.
1984 eröffneten die SVB im dritten aufeinander folgenden Jahr eine neue Buslinie: Das Industriequartier Gumme bekam mit der Linie 24 Anschluss an die Haltestelle Bethlehem der Trolleybuslinie 14.
Die letzte Hochflur-Gelenkautobusse gingen 1985 in Betrieb. Erstmals wurden dabei Wagen des Herstellers Volvo beschafft. Da sich im Laufe des Versuches mit orange- und andersfarbigen Fahrzeugen gezeigt hatte, dass die Farbe keinen Einfluss auf die Unfallhäufigkeit hatte, wurden diese Fahrzeuge wieder im gewohnten SVB-Grün abgeliefert. Zusätzlich erhielten sie als erste die neuen Zierstreifen. Bis Ende der 1990er-Jahre wurde der grösste Teil des vorhandenen Fahrzeugparks anlässlich von Revisionen mit diesen Streifen versehen.
Die erste Tangentiallinie Berns, die Linie 25, wurde 1987 eingeführt. Blockiert durch Einsprachen, verkehrte sie vorerst nur auf dem Teilstück Eigerplatz – Ostring – Schönburg. Erst vier Jahre später konnte sie ins Breitfeldquartier verlängert werden. Um den Fahrzeugmangel zu beheben, kauften die SVB im Herbst 1987 im Hinblick auf den Winterfahrplan drei 17 Jahre alte Postbusse. 1988 wurden die ersten Volvo-Zweiachser mit Unterflurmotor geliefert. Dies waren die letzten neuen Hochflurfahrzeuge für die SVB.
Im Sommer 1988 wurde die Kirchenfeldbrücke infolge Renovation für den Verkehr gesperrt. Das Tramnetz wurde in zwei Teile getrennt, für die Verbindung sorgten die beiden speziell eingerichteten Autobuslinien 31 und 32.
1989 wurden Nachtbusse eingeführt. Diese verkehrten vorerst zweimal in den Nächten von Freitag auf Samstag und von Samstag auf Sonntag in fünf Linien sternförmig vom Hauptbahnhof aus. Nach 25 Jahren erhielt Köniz erneut versuchsweise einen Ortsbusbetrieb auf der Route Niederwangen SBB – Köniz – Kleinwabern. Für den Betrieb ist der in Niederwangen ansässige Transportunternehmer Peyer zuständig. 1990 wurden die ersten zwölf viertürigen Zweiachsbusse in Halbniederflurbauweise in Betrieb genommen. Fünf gleichartige Busse folgten in den beiden kommenden Jahren. Mit der Linie 26 (Breitenrain – Wylergut) wurde die erste Quartierbuslinie eröffnet. Betreiberin war im ersten Jahr die Bären Taxi AG.
Im Spätherbst wurden die ersten sieben MAN-Niederflur-Gelenkautobusse abgeliefert, aufgrund einer juristischen Auseinandersetzung konnten sie aber erst im Juni 1992 in Betrieb genommen werden. Ende 1991 betrug die Betriebslänge knapp 77 Kilometer.
1992 erfolgte der probeweise Einsatz von sechs Neoplan-Metrolinern. Die sechs 1974 beschafften Gelenkbusse wurden ausrangiert.
Die Linie 15 wurde 1994 nach 22 Jahren von der provisorischen Endstation zur neu erstellten Endstation Rüti am Rand des gleichnamigen Quartiers verlängert. Im Westen der Stadt nahm die Tangentiallinie 27 (Niederwangen – Weyermannshaus) einen auf vier Jahre begrenzten Versuchsbetrieb auf. Das Carunternehmen Kurt Dysli AG wurde als Pächter gewählt. Zum ersten Mal verpachtete die Stadt Bern damit eine Buslinie.
Zwei Epochen fanden im Jahr 1995 ihr Ende. Nach 37 Jahren endete am 31. März der Einsatz der Unterflur-Autobusse der ersten beiden Serien. Im Frühjahr gastierte für eine Woche ein Doppelgelenkbus in Bern. Die Kurt Dysli AG übernahm von der Bären Taxi AG den Betrieb der Linie 26. Im Norden der Stadt organisierten die SVB die Führung der Buslinien 22 und 25 neu: Die neue Linie 28 (Eigerplatz – Burgernziel – Sonnenhof – Zollgasse – Wyler) und die Verlängerung der RBS-Linie A (Allmendingen – Egghölzli – Burgernziel – Ostring – Schosshalde – Breitenrain – Kappelisacker) ersetzten die bisherigen Linien.
Zum Winterfahrplan begann die Auslieferung der ersten MAN-Niederflurgelenkbusse mit Behindertenrampe. Dadurch konnten die ersten Fahrzeuge der Gelenkbus-Serie von 1967/68 ausrangiert werden.
Im Sommer nahmen die SVB neun neue Niederflurbusse aus Belgien in Betrieb. Wegen des Schienenersatzverkehrs im Zuge der Renovierung der Kornhausbrücke halfen ausserdem zusätzlich Fahrzeuge aus Baden-Wettingen und Luzern aus. Die ersten acht Niederflur-Gelenktrolleybusse ersetzten die neun Einheiten der ersten Serie von 1961.
Der Ortsbus Köniz erhielt im Hinblick auf einen kommenden Tarifverbund die Liniennummer 29. Seit dem Herbst verkehrt die Abend-Rundlinie 30 (Hauptbahnhof – Altstadt – Matte – Marzili – Hauptbahnhof). Damit erfüllte sich ein lange gehegter Wunsch der Bewohner des Mattequartiers, da ihr Quartier bis dahin abends nach 20:00 Uhr (Betriebsschluss des Personenliftes Münsterplattform – Matte) vom öffentlichen Verkehr nicht mehr bedient wurde. Betreiberin dieser Linie ist die Kurt Dysli AG.
Im April 1998 wurden die beiden Buslinien 15 und 17 zur ganztägigen Durchmesserlinie 10 (Ostermundigen – Bahnhof – Schliern) zusammengelegt. Im selben Jahr nominierte der Gemeinderat erstmals den Verwaltungsrat der zukünftigen SVB. Im Frühjahr 1999 nahmen die SVB ihre ersten Midibusse für die Linie 28 in Betrieb.

## Fahrzeuge (Bernmobil)

### Ehemalige Solowagen
| Eigentümer ursprünglich | Nummern                                         | Baujahr   | Einsatzjahre | Hersteller                                         | Typ      | Bemerkung                                                          |
| ----------------------- | ----------------------------------------------- | --------- | ------------ | -------------------------------------------------- | -------- | ------------------------------------------------------------------ |
| SOB                     | 1–12                                            | 1924–1926 | 1924–1946    | Saurer / Ramseier, Streun & Co.                    | 4A       |                                                                    |
| SOB                     | 6", 7", 13, 14, 16, 17, 19–24, 31–34, 36, 39–41 | 1929–1934 | 1929–1968    | Saurer / Ramseier, Streun & Co.                    | BLD      |                                                                    |
| SOB                     | 15                                              | 1930      | 1930–1943    | FBW / Ramseier, Streun & Co.                       | 6-R      | Dreiachser, Henschel-Motor                                         |
| SOB                     | 18, 27–35, 37, 42–44                            | 1930–1934 | 1943–1964    | FBW / Ramseier, Streun & Co.                       | ZN       | 44: Karosserie von Gangloff                                        |
| SOB                     | 25, 26, 38                                      | 1929–1934 | 1929–1968    | Berna / Ramseier, Streun & Co.                     | G6N      |                                                                    |
| SOB                     | 45                                              | 1939      | 1939–69      | Saurer                                             | 4HP      | Prototyp, Frontlenker mit Heckmotor                                |
| SOB                     | 46                                              | 1939      | 1939–67      | Saurer                                             | 4HP      | Prototyp, Frontlenker mit Heckmotor, dieselelektrisch              |
| SOB                     | 47–54                                           | 1940–1941 | 1940–1973    | Saurer / Ramseier, Streun & Co / Gangloff / Saurer | 4HP      |                                                                    |
| SVB                     | 55–78                                           | 1947–1948 | 1947–1975    | Saurer / Ramseier & Jenzer / Gangloff              | 4HP      |                                                                    |
| SVB                     | 79–86                                           | 1949–1950 | 1949–1975    | Saurer / FFA                                       | 4HP      |                                                                    |
| SVB                     | 87–101                                          | 1956–1957 | 1956–1980    | Saurer / Ramseier & Jenzer / Gangloff              | 5HP      |                                                                    |
| SVB                     | 106'–108'                                       | 1972–1973 | 1987–1988    | DB / Ramseier & Jenzer / Hess                      | O 317 K  | Occasionsfahrzeuge ex PTT, Winterfahrplan 1987/88                  |
| SVB                     | 111'–135                                        | 1958–1960 | 1958–1995    | FBW / Ramseier & Jenzer / Gangloff                 | B 71 U   | Unterflurmotor                                                     |
| SVB                     | 101"–117"                                       | 1991/1992 | 1991–2009    | Volvo B10R Halbniederflur, viertürig               |          |                                                                    |
| SVB                     | 136–170                                         | 1963–1965 | 1963–1995    | FBW / Ramseier & Jenzer / Gangloff                 | B 71 U   |                                                                    |
| SVB                     | 171                                             | 1974      | 1974–1996    | DB / Ramseier & Jenzer                             | O 305    |                                                                    |
| Gemeinde Ostermundigen  | 172                                             | 1982      | 1982–1996    | DB                                                 | O 305    | «Minouche», der Wagen gehörte bis 1984 der Gemeinde Ostermundigen  |
| RBS                     | 173                                             | 1991      | 1992–1993    | MAN                                                | NL 202   | Leihwagen vom Regionalverkehr Bern–Solothurn (RBS). RBS 5          |
| Hürzeler Dietikon       | 174                                             | 1991      | 1992–1993    | MAN                                                | NL 202   | Leihwagen                                                          |
| RVBW                    | 175/176                                         | 1990      | 1992–1994    | Volvo / Hess                                       | B 10 R   | Leihwagen                                                          |
| Bernmobil               | 121"–133"                                       | 2007      |              | Volvo                                              | 7700 CNG | Gasmotor                                                           |
| Bernmobil               | 501                                             | 2011      |              | Mercedes                                           | 516CDi   | Linie 25. Auch als Dienstfahrzeug im Einsatz                       |
| Bernmobil               | 502                                             | 2003      |              | Mercedes                                           | 416CDi   | 2011 ex Rheintalbus 6 Linie 25. Auch als Dienstfahrzeug im Einsatz |

### Derzeitige Solowagen
| Eigentümer ursprünglich | Nummern             | Baujahr   | Hersteller | Typ         | Bemerkung     |
| ----------------------- | ------------------- | --------- | ---------- | ----------- | ------------- |
| Bernmobil               | 181–187             | 2022      | Volvo      | 7900 Hybrid |               |
| Bernmobil               | 161–163 und 171–173 | 2018/2019 | Mercedes   | Citaro      | Diesel-Hybrid |
| Bernmobil               | 141–143             | 2007/2009 | Volvo      | 7700 CNG    | Gasmotor      |
| Bernmobil               | 151–154             | 2011      | MAN        | LionsCity   | Diesel        |

### Ehemalige Midibusse
| Eigentümer ursprünglich | Nummern   | Baujahr   | Einsatzjahre | Hersteller | Typ      | Bemerkung |
| ----------------------- | --------- | --------- | ------------ | ---------- | -------- | --- |
| Neoplan                 | 451'–456' | 1991      | 1992–1994    | Neoplan    | N 4009   | Probewagen, nur angemietet, Metrocarboliner                                                                               |
| Stadtbus Chur           | 457–458   | 1999      | 2001–2002    | Neoplan    | N 4409   | Leihwagen, Centroliner |
| Bernmobil               | 151–154   | 2011      |              | MAN        | A 47     | |
| Bernmobil               | 401–404   | 2005      |              | MAN        | NM 223   | |
| SVB                     | 451"–456" | 1997/1998 |              | MAN        | NM 223.2 | |
| SVB                     | 459       | 1999      |              | MAN        | NM 223.2 | 2002 als Occasion gekauft                                                                                                 |
| Bernmobil               | 470–475   | 2005      |              | MAN        | NM 223F  | 12.2011 ex Peyer 70 bis 73, 75 und 76; 470 abgebrochen nach Unfall mit Polizeiauto 8. Februar 2018 [TRAM Ausgabe 05.2018] |
| Bernmobil               | 476       | 2005      |              | MAN        | NM 283F  | 12.2011 ex Peyer 74 |
| Bernmobil               | 477       | 2005      |              | MAN        | NM 243F  | 12.2011 ex Peyer 377 |

### Derzeitige Midibusse
| Eigentümer ursprünglich | Nummern             | Baujahr   | Hersteller | Typ   | Bemerkung |
| ----------------------- | ------------------- | --------- | ---------- | ----- | --------- |
| Bernmobil               | 411–421             | 2011      | MAN        | A 47  |           |
| Bernmobil               | 431–437 und 441–448 | 2017/2019 | Mercedes   | O530K |           |

### Derzeitiger Minibus
| Eigentümer ursprünglich | Nummern | Baujahr | Hersteller | Typ      | Bemerkung |
| ----------------------- | ------- | ------- | ---------- | -------- | --------- |
| Bernmobil               | 503     | 2018    | Mercedes   | Sprinter | Diesel    |

### Ehemalige Gelenkwagen
| Eigentümer ursprünglich  | Nummern             | Baujahr   | Einsatzjahre | Hersteller                       | Typ                  | Bemerkung | Bild                                                       |
| ------------------------ | ------------------- | --------- | ------------ | -------------------------------- | -------------------- | --- | ---------------------------------------------------------- |
| SVB                      | 251'                | 1964      | 1964–2003    | FBW, Ramseier & Jenzer, Gangloff | BG 91G               | «Grossmutter», Prototyp der Gelenkautobusse Nr. 252'-270'. Erster FBW-Gelenkautobus. War bei Bernmobil bis 2003 als Reservefahrzeug unverzichtbar. Letzter Einsatz anlässlich der Spiel und Hobby Messe Suisse Toy 2003 |                                                            |
| SVB                      | 252'–270'           | 1967–1968 | 1967–1998    | FBW, Gangloff                    | 91-GL                | Nr. 254: Erster SVB-Gelenkautobus mit 1 Mio. km |                                                            |
| SVB                      | 271'–276            | 1974      | 1974–1992    | DB, Vetter                       | O 317 (18m)          | an Schweizer Verhältnisse adaptierte deutsche Teilstandard-Karosserie |                                                            |
| SVB                      | 277–283             | 1977      | 1977–2003    | FBW, Ramseier & Jenzer           | 91-GL                | VST-Einheitskarosserie |                                                            |
| Mercedes Benz Schweiz AG | 284'–285'           | 1981      | 1981/82      | DB                               | O 305 G              | Winterfahrplan 1981/82, erste Probefahrzeuge mit Nummern |                                                            |
| SVB                      | 284", 285", 286–293 | 1984–1985 | 1984–2009    | Volvo, Ramseier & Jenzer         | B 10 M-55            | |                                                            |
| TPG                      | 294                 | 1986      | 1986/87      | DB                               | O 405 G              | Winterfahrplan 1986/87, Mietfahrzeug (TPG 251) |                                                            |
| SVB                      | 296'                | 1969      | 1991/92      | Saurer/Tüscher                   | 5 GUK-A              | Winterfahrplan 1991/92, ex VB Biel/Bienne 130 ex PAD Bern P 27705 ex PAH Kägi, Zürich |                                                            |
| SVB                      | 296"–298            | 1974      | 1992–2003    | FBW, Hess                        | 91-GS                | VST-Einheitskarosserie, ex TPG 119, 116, 118; 296" ex 299 |                                                            |
| SVB                      | 201–206             | 1991      | 1991–2010    | MAN                              | NG 242               | Prototypen. 206 nach Motorbrand im Mai 2007 ausrangiert |                                                            |
| SVB                      | 207                 | 1991      | 1991–2010    | MAN                              | EG 242               | Prototyp, Hochflur. |                                                            |
| SVB                      | 211–240             | 1994/1995 | 1994–2010    | MAN                              | NG 272               | Serie, Fahrzeug Nr. 215 wurde an den RBS verkauft und war dort bis 2013 im Einsatz |                                                            |
| SVB                      | 241–249             | 1996/1997 | 1996–2012    | VanHool                          | AG300/318            | alle Fahrzeuge wurden an die BVB verkauft | BVB 739 bis 747 ex SVB 242 244 246 249 241 243 245 247 248 |
| SVB                      | 251"-270"           | 2002/2003 | 2002–2017    | Volvo-Hess                       | B 7LA                | |                                                            |
| Bernmobil                | 801–832             | 2006/2007 |              | Volvo                            | 7700 A CNG, Gasmotor | Ausgemustert |                                                            |

### Derzeitige Gelenkwagen
| Eigentümer ursprünglich | Nummern         | Baujahr   | Hersteller | Typ                                         | Bemerkung |
| ----------------------- | --------------- | --------- | ---------- | ------------------------------------------- | --------- |
| Bernmobil               | 41–54           | 2018/2019 | Hess       | Doppelgelenktrolleybus (DGT) lighTram 25 DC |           |
| Bernmobil               | 21–28 und 31–36 | 2017/2018 | Hess       | Gelenktrolleybus (GTB) SwissTrolley 19 DC   |           |
| Bernmobil               | 201–205         | 2018/2019 | Hess       | Gelenkbus (eBus) lighTram 19 OPP            |           |
| Bernmobil               | 871–891         | 2016      | Volvo      | 7900A Hybrid Gelenkbus 1.GEN                |           |
| Bernmobil               | 211–239         | 2022      | Volvo      | 7900A Hybrid Gelenkbus 2.GEN                |           |
| Bernmobil               | 841–864         | 2009/2010 | Mercedes   | O530G Citaro C1 Facelift CNG                | Erdgas    |
| Bernmobil               | 241–254         | 2023/2024 | Irizar     | ie bus18                                    |           |

### Ehemaliger Personenanhänger
| Eigentümer ursprünglich | Nummern | Baujahr | Einsatzjahre | Hersteller        | Typ | Bemerkung                |
| ----------------------- | ------- | ------- | ------------ | ----------------- | --- | ------------------------ |
| SOB                     | 101     | 1943    | 1943–1960    | Saurer / Gangloff | 4R  | 1956 in 201 umnummeriert |

Die Autobusse 54 und 55 sowie der Trolleybus 6 waren für den Betrieb mit dem Personenanhänger ausgerüstet.

### Historische Wagen

#### Solowagen
| Ursprünglicher Eigentümer | Nummer | Baujahr | Hersteller                                 | Typ | Heutiger Eigentümer | Standort | Bemerkung                                                                               |
| ------------------------- | ------ | ------- | ------------------------------------------ | --- | ------------------- | --- | --------------------------------------------------------------------------------------- |
| SOB                       | 5      | 1924    | Saurer                                     |     | Bernmobil           | Bern, Eigerplatz | Ältester Stadtautobus der Schweiz. Neuaufbau der Holzkarosserie nach Brandanschlag 2003 |
| SOB                       | 7      | 1929    | Saurer / Ramseier & Jenzer / Streun & Cie. | BLD | Tramverein Bern     | Bern, Eigerplatz |                                                                                         |
| SOB                       | 50     | 1941    | Saurer / Gangloff                          | 4H  | Tramverein Bern     | Bern Burgernziel oder Bern Wabern, je nach Situation der Vermietung bzw. des Unterhaltes durch den Tramverein Bern. |                                                                                         |
| SVB                       | 70     | 1948    | Saurer / Gangloff                          | 4H  | Tramverein Bern     | Bern Burgernziel oder Bern Wabern, je nach Situation der Vermietung bzw. des Unterhaltes durch den Tramverein Bern. |                                                                                         |
| SVB                       | 86     | 1950    | Saurer / FFA                               | 4H  | Tramverein Bern     | Bern Burgernziel oder Bern Wabern, je nach Situation der Vermietung bzw. des Unterhaltes durch den Tramverein Bern. |                                                                                         |
| SVB                       | 91     | 1956    | Saurer / Ramseier & Jenzer                 | 5HP | Tramverein Bern     | Bern Burgernziel oder Bern Wabern, je nach Situation der Vermietung bzw. des Unterhaltes durch den Tramverein Bern. | «Düseler»                                                                               |
| SVB                       | 157    | 1965    | FBW / Gangloff                             |     | Tramverein Bern     | Ruefiswil (LU) |                                                                                         |

#### Gelenkwagen
| Ursprünglicher Eigentümer | Nummer | Baujahr | Hersteller                         | Typ    | Heutiger Eigentümer | Standort       | Bemerkung |
| ------------------------- | ------ | ------- | ---------------------------------- | ------ | ------------------- | -------------- | --- |
| SVB                       | 251'   | 1964    | FBW / Ramseier & Jenzer / Gangloff | BG 91G | Tramverein Bern     | Ruefiswil (LU) | «Grossmutter», Prototyp der Wagen 252'–270', Erster FBW-Gelenkwagen. War bei Bernmobil letztmals 2003 im planmäßigen Einsatz |
| SVB                       | 270'   | 1968    | FBW / Gangloff                     | 91-GL  | Tramverein Bern     | Ruefiswil (LU) | 1) |
| SVB                       | 283'   | 1977    | FBW / Ramseier & Jenzer            | 91-GL  | Tramverein Bern     | Ruefiswil (LU) | VST-Einheitskarosserie |